# Elecciones al Parlamento Vasco de 1984
Las elecciones al Parlamento Vasco de 1984 tuvieron lugar el 26 de febrero de 1984 y dieron paso a la II Legislatura, que fue la primera con 75 parlamentarios, 25 por territorio histórico.

## Sistema electoral
La votación se basó en el sufragio universal, que comprendía a todos los ciudadanos mayores de dieciocho años, registrados en el País Vasco y en pleno goce de sus derechos políticos. Los 75 miembros del Parlamento Vasco fueron elegidos utilizando el método D'Hondt y una representación proporcional de lista cerrada, con un umbral del 5 por ciento de los votos válidos en cada circunscripción electoral. Las listas que no alcanzaron el umbral no se tomaron en consideración para la distribución de asientos.
Los escaños se asignaron a distritos electorales, correspondientes a las provincias vascas de Álava, Vizcaya y Guipúzcoa. A cada circunscripción se le asignó un número fijo de 25 escaños cada uno, para proporcionar una representación equitativa de las tres provincias en el Parlamento, tal como lo exige el Estatuto de Autonomía del País Vasco de 1979. Esto significó que a Álava se le asignaron el mismo número de escaños que Vizcaya y Guipúzcoa, a pesar de su población, 264.410, 1.189.417 y 694.822, respectivamente.

## Resultados
| ← Elecciones al Parlamento Vasco de 1984 → |                                                                    |                     |         |       |         |      |
| Lendakari y gobierno | Partido                                                            | Candidato           | Votos   | %     | Escaños | +/-  |
| - Lehendakari: Carlos Garaikoetxea (1984-1985) José Antonio Ardanza (1985-1986) - Gobierno: EAJ-PNV - Censo: 1.584.540 - Votantes: 1.085.304 (68,5%) - Abstención: 499.236 (31,5%) - Válidos: 1.074.028 - A candidatura: 1.074.028 (100,0%) | Euzko Alderdi Jeltzalea-Partido Nacionalista Vasco (EAJ-PNV)       | Carlos Garaikoetxea | 451.178 | 42,01 | 32 a    | +7   |
| - Lehendakari: Carlos Garaikoetxea (1984-1985) José Antonio Ardanza (1985-1986) - Gobierno: EAJ-PNV - Censo: 1.584.540 - Votantes: 1.085.304 (68,5%) - Abstención: 499.236 (31,5%) - Válidos: 1.074.028 - A candidatura: 1.074.028 (100,0%) | Partido Socialista de Euskadi (PSE-PSOE)                           | Txiki Benegas       | 247.786 | 23,07 | 19      | +10  |
| - Lehendakari: Carlos Garaikoetxea (1984-1985) José Antonio Ardanza (1985-1986) - Gobierno: EAJ-PNV - Censo: 1.584.540 - Votantes: 1.085.304 (68,5%) - Abstención: 499.236 (31,5%) - Válidos: 1.074.028 - A candidatura: 1.074.028 (100,0%) | Herri Batasuna (HB)                                                |                     | 157.389 | 14,65 | 11 b    | =    |
| - Lehendakari: Carlos Garaikoetxea (1984-1985) José Antonio Ardanza (1985-1986) - Gobierno: EAJ-PNV - Censo: 1.584.540 - Votantes: 1.085.304 (68,5%) - Abstención: 499.236 (31,5%) - Válidos: 1.074.028 - A candidatura: 1.074.028 (100,0%) | Coalición Popular (AP-PDP-UL)                                      | Jaime Mayor Oreja   | 100.581 | 9,36  | 7       | +5 c |
| - Lehendakari: Carlos Garaikoetxea (1984-1985) José Antonio Ardanza (1985-1986) - Gobierno: EAJ-PNV - Censo: 1.584.540 - Votantes: 1.085.304 (68,5%) - Abstención: 499.236 (31,5%) - Válidos: 1.074.028 - A candidatura: 1.074.028 (100,0%) | Euskadiko Ezkerra (EE)                                             | Mario Onaindia      | 85.671  | 7,98  | 6       | =    |
| - Lehendakari: Carlos Garaikoetxea (1984-1985) José Antonio Ardanza (1985-1986) - Gobierno: EAJ-PNV - Censo: 1.584.540 - Votantes: 1.085.304 (68,5%) - Abstención: 499.236 (31,5%) - Válidos: 1.074.028 - A candidatura: 1.074.028 (100,0%) | Partido Comunista de Euskadi-Euskadiko Partidu Komunista (PCE-EPK) |                     | 14.985  | 1,40  | 0       | -1   |
| - Lehendakari: Carlos Garaikoetxea (1984-1985) José Antonio Ardanza (1985-1986) - Gobierno: EAJ-PNV - Censo: 1.584.540 - Votantes: 1.085.304 (68,5%) - Abstención: 499.236 (31,5%) - Válidos: 1.074.028 - A candidatura: 1.074.028 (100,0%) | Auzolan                                                            | Iñaki Pérez Beotegi | 10.714  | 1,00  | 0       |      |
| - Lehendakari: Carlos Garaikoetxea (1984-1985) José Antonio Ardanza (1985-1986) - Gobierno: EAJ-PNV - Censo: 1.584.540 - Votantes: 1.085.304 (68,5%) - Abstención: 499.236 (31,5%) - Válidos: 1.074.028 - A candidatura: 1.074.028 (100,0%) | Candidatura Socialista de Izquierda (CSI)                          |                     | 2.507   | 0,23  | 0       |      |
| - Lehendakari: Carlos Garaikoetxea (1984-1985) José Antonio Ardanza (1985-1986) - Gobierno: EAJ-PNV - Censo: 1.584.540 - Votantes: 1.085.304 (68,5%) - Abstención: 499.236 (31,5%) - Válidos: 1.074.028 - A candidatura: 1.074.028 (100,0%) | Partido Socialista de los Trabajadores (PST)                       |                     | 2.173   | 0,20  | 0       |      |
| - Lehendakari: Carlos Garaikoetxea (1984-1985) José Antonio Ardanza (1985-1986) - Gobierno: EAJ-PNV - Censo: 1.584.540 - Votantes: 1.085.304 (68,5%) - Abstención: 499.236 (31,5%) - Válidos: 1.074.028 - A candidatura: 1.074.028 (100,0%) | Partido Comunista de España (marxista-leninista) (PCE (m-l))       |                     | 1.044   | 0,10  | 0       |      |
| - Lehendakari: Carlos Garaikoetxea (1984-1985) José Antonio Ardanza (1985-1986) - Gobierno: EAJ-PNV - Censo: 1.584.540 - Votantes: 1.085.304 (68,5%) - Abstención: 499.236 (31,5%) - Válidos: 1.074.028 - A candidatura: 1.074.028 (100,0%) | Unión de Centro Democrático (UCD)                                  |                     | N/A     | N/A   | 0       | -6   |
| - Lehendakari: Carlos Garaikoetxea (1984-1985) José Antonio Ardanza (1985-1986) - Gobierno: EAJ-PNV - Censo: 1.584.540 - Votantes: 1.085.304 (68,5%) - Abstención: 499.236 (31,5%) - Válidos: 1.074.028 - A candidatura: 1.074.028 (100,0%) | En blanco                                                          |                     | 5.029   | 0,46  | N/A     | N/A  |
| - Lehendakari: Carlos Garaikoetxea (1984-1985) José Antonio Ardanza (1985-1986) - Gobierno: EAJ-PNV - Censo: 1.584.540 - Votantes: 1.085.304 (68,5%) - Abstención: 499.236 (31,5%) - Válidos: 1.074.028 - A candidatura: 1.074.028 (100,0%) | Nulos                                                              |                     | 6.247   | 0,58  | N/A     | N/A  |

a En septiembre de 1986 once diputados del PNV (5 guipuzcoanos, 3 alaveses y 3 vizcaínos), encabezados por Carlos Garaikoetxea, pasan al grupo mixto y forman Eusko Alkartasuna (EA).

b Ausentes durante toda la legislatura.

c Respecto a AP.

### Por territorios históricos
| Resultados por territorios históricos |        |        |         |       |           |           |           |           |         |         |         |         |            |            |            |            |
| Partido                               | Álava  | Álava  | Álava   | Álava | Guipúzcoa | Guipúzcoa | Guipúzcoa | Guipúzcoa | Vizcaya | Vizcaya | Vizcaya | Vizcaya | País Vasco | País Vasco | País Vasco | País Vasco |
| Partido                               | Votos  | %      | Escaños | +/-   | Votos     | %         | Escaños   | +/-       | Votos   | %       | Escaños | +/-     | Votos      | %          | Escaños    | +/-        |
| EAJ-PNV                               | 44.583 | 35,77% | 9       | 2     | 144.684   | 40,95%    | 11        | 2         | 261.911 | 43,94%  | 12      | 3       | 451.178    | 42,01%     | 32         | 7          |
| PSE-PSOE                              | 31.485 | 25,26% | 7       | 4     | 78.208    | 22,13%    | 6         | 3         | 138.093 | 23,17%  | 6       | 3       | 247.786    | 23,07%     | 19         | 10         |
| HB                                    | 13.539 | 10,86% | 3       | =     | 66.443    | 18,8%     | 5         | 1         | 77.407  | 12,99%  | 3       | 1       | 157.389    | 14,65%     | 11         | =          |
| CP                                    | 20.380 | 16,35% | 4       | 3     | 23.994    | 6,79%     | 1         | 1         | 56.207  | 9,43%   | 2       | 1       | 100.581    | 9,36%      | 7          | 5          |
| EE                                    | 9.633  | 7,73%  | 2       | =     | 31.538    | 8,93%     | 2         | 1         | 44.500  | 7,47%   | 2       | 1       | 85.671     | 7,98%      | 6          | =          |
| PCE-EPK                               | 1.127  | 0,9%   | 0       | =     | 3.247     | 0,92%     | 0         | =         | 10.611  | 1,78%   | 0       | 1       | 14.985     | 1,4%       | 0          | 1          |
| En blanco                             | 1.001  | 0,79 % | N/A     | N/A   | 1.387     | 0,39%     | N/A       | N/A       | 2.641   | 0,44%   | N/A     | N/A     | 5.029      | 0,46%      | N/A        | N/A        |
| Nulos                                 | 1.011  | 0,8%   | N/A     | N/A   | 2.001     | 0,56%     | N/A       | N/A       | 3.235   | 0,54%   | N/A     | N/A     | 6.247      | 0,58%      | N/A        | N/A        |

## Investidura del lendakari
Carlos Garaikoetxea fue reelegido lendakari el 12 de abril de 1984 por mayoría simple con los únicos votos del PNV, tras una primera votación en la que no alcanzó la mayoría absoluta.
| Fecha                                                   | Voto                          |    |    |    |   |   | Total |
| ------------------------------------------------------- | ----------------------------- | -- | -- | -- | - | - | ----- |
| 11 de abril de 1984 Mayoría requerida: Absoluta (38/75) | Carlos Garaikoetxea (EAJ-PNV) | 32 |    |    |   |   | 32/75 |
| 11 de abril de 1984 Mayoría requerida: Absoluta (38/75) | En blanco                     |    | 19 |    | 7 | 6 | 32/75 |
| 11 de abril de 1984 Mayoría requerida: Absoluta (38/75) | Ausentes                      |    |    | 11 |   |   | 11/75 |
| 12 de abril de 1984 Mayoría requerida: Simple           | Carlos Garaikoetxea (EAJ-PNV) | 32 |    |    |   |   | 32/75 |
| 12 de abril de 1984 Mayoría requerida: Simple           | En blanco                     |    | 19 |    | 7 | 6 | 32/75 |
| 12 de abril de 1984 Mayoría requerida: Simple           | Ausentes                      |    |    | 11 |   |   | 11/75 |

El 18 de diciembre del mismo año Gairaikoetxea puso su cargo de lendakari a disposición del PNV por estar en desacuerdo con las posiciones del partido sobre la distribución de los recursos económicos del País Vasco. Fue sustituido por José Antonio Ardanza el 24 de enero de 1985, quien pese a la división en su partido logró el respaldo de 34 votos gracias a un pacto de legislatura con el PSE-PSOE.
| Fecha                                                   | Voto                           |    |    |    |   |   | Total |
| ------------------------------------------------------- | ------------------------------ | -- | -- | -- | - | - | ----- |
| 23 de enero de 1985 Mayoría requerida: Absoluta (38/75) | José Antonio Ardanza (EAJ-PNV) | 30 | 4  |    |   |   | 34/75 |
| 23 de enero de 1985 Mayoría requerida: Absoluta (38/75) | En blanco                      | 2  | 15 |    | 7 | 6 | 30/75 |
| 23 de enero de 1985 Mayoría requerida: Absoluta (38/75) | Ausentes                       |    |    | 11 |   |   | 11/75 |
| 24 de enero de 1985 Mayoría requerida: Simple           | José Antonio Ardanza (EAJ-PNV) | 30 | 4  |    |   |   | 34/75 |
| 24 de enero de 1985 Mayoría requerida: Simple           | En blanco                      | 2  | 15 |    | 7 | 6 | 30/75 |
| 24 de enero de 1985 Mayoría requerida: Simple           | Ausentes                       |    |    | 11 |   |   | 11/75 |